# Leopoldia tenuiflora
Leopoldia tenuiflora là một loài thực vật có hoa trong họ Măng tây. Loài này được (Tausch) Heldr. mô tả khoa học đầu tiên năm 1878.

## Hình ảnh

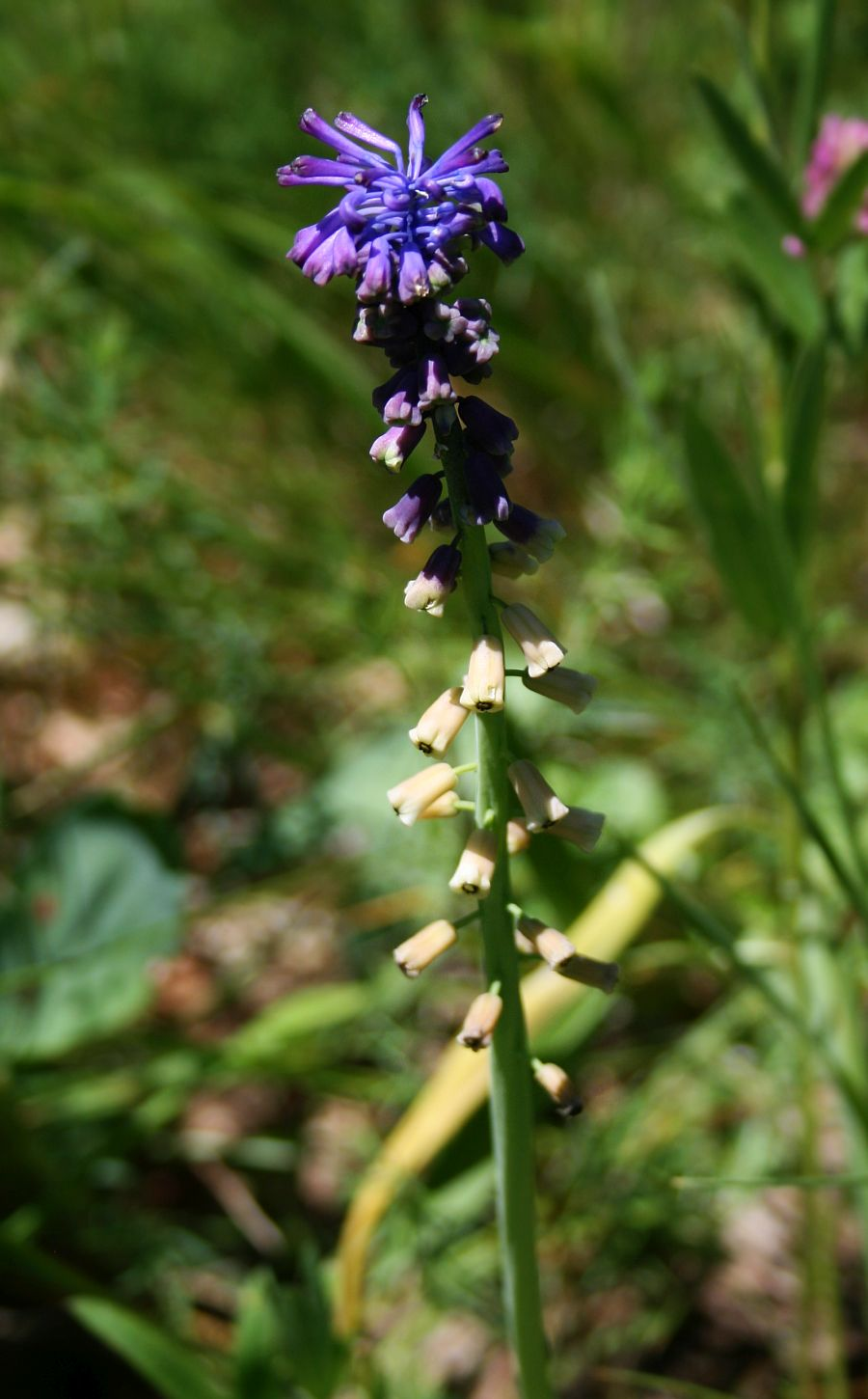
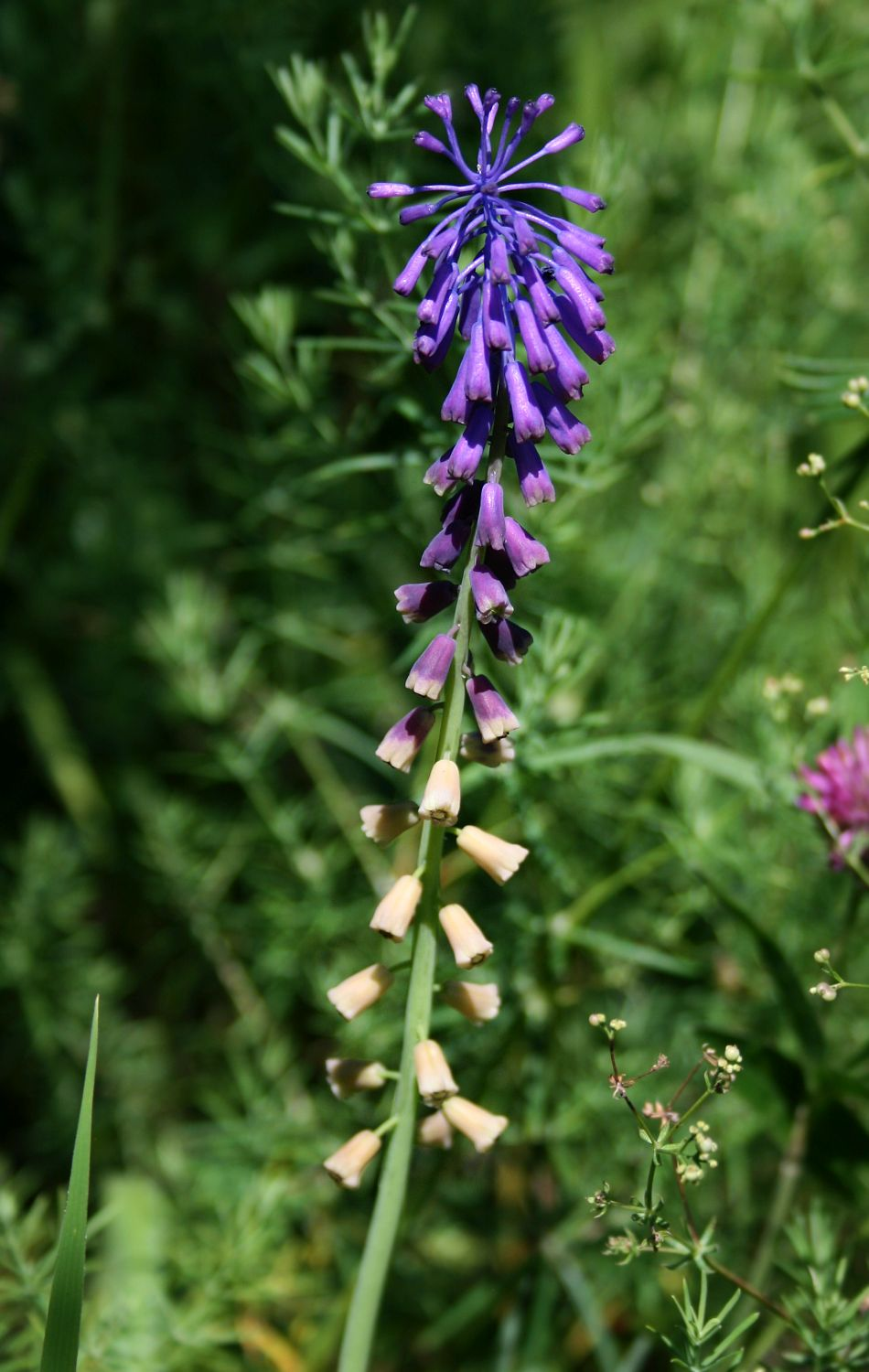
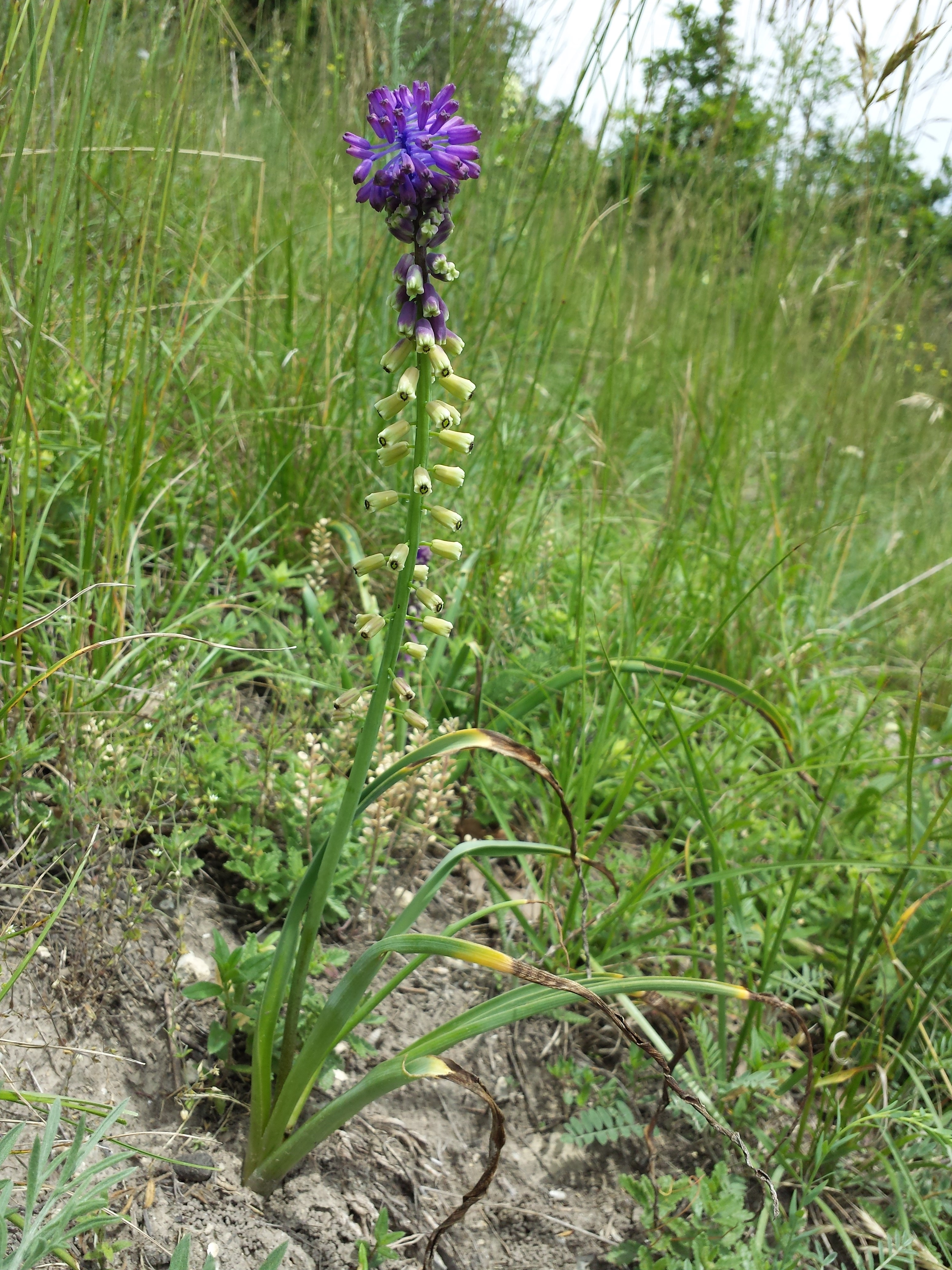
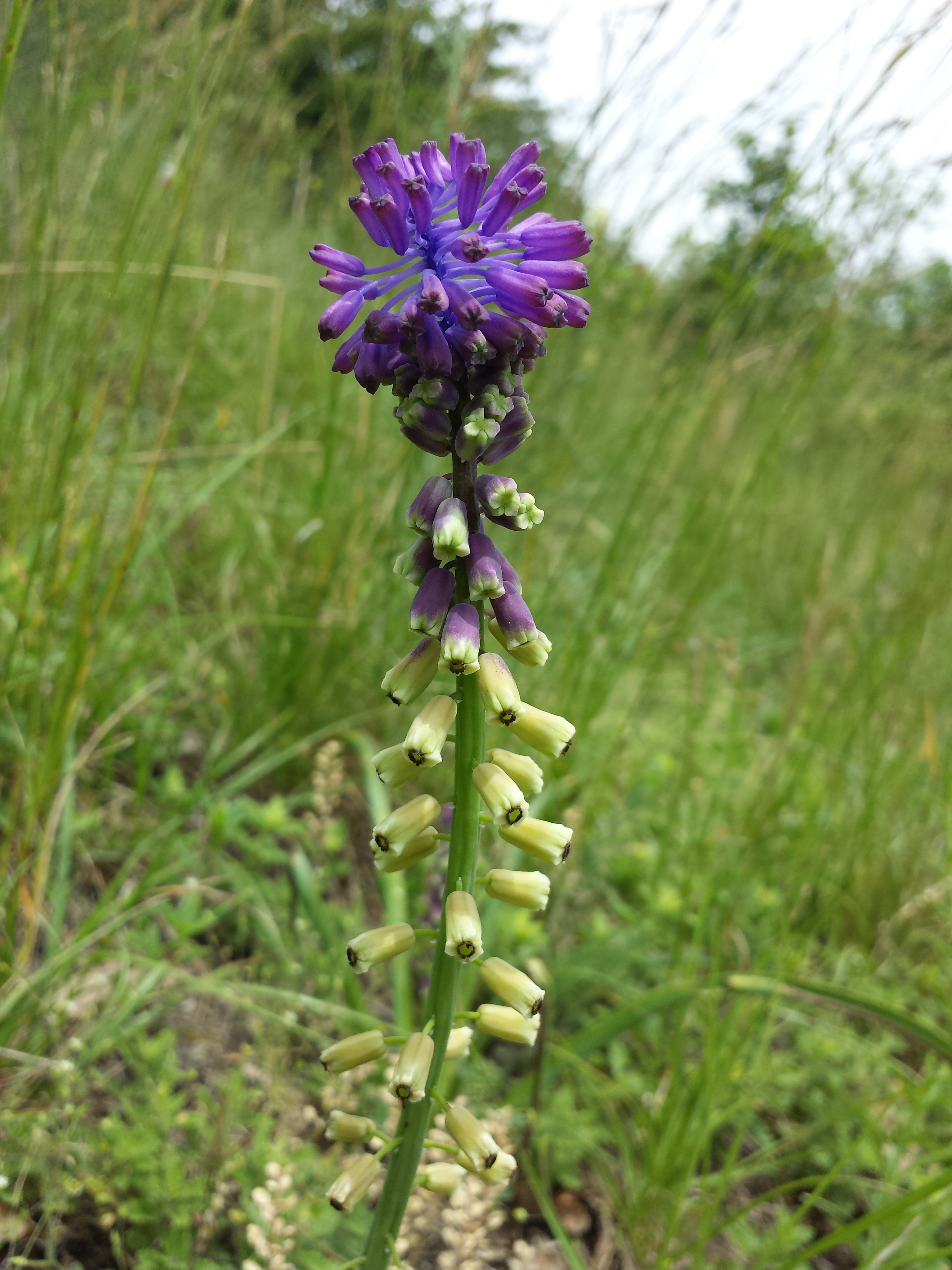